# Oedipoda
Genre
Synonymes
- Eusternum Wesmaël, 1838
- Ctypohippus Fieber, 1852

Oedipoda est un genre d'insectes orthoptères de la famille des Acrididae.

## Distribution
Les espèces de ce genre se rencontrent en Europe, en Afrique du Nord, en Asie et en Océanie.

## Liste des espèces
Selon Orthoptera Species File (27 septembre 2018) :
- Oedipoda aurea Uvarov, 1923
- Oedipoda caerulescens (Linnaeus, 1758) - Œdipode à ailes bleues
- Oedipoda canariensis Krauss, 1892
- Oedipoda charpentieri Fieber, 1853 - Œdipode occitane
- Oedipoda coerulea Saussure, 1884
- Oedipoda discessa Steinmann, 1965
- Oedipoda fedtschenki Saussure, 1884
- Oedipoda fuscocincta Lucas, 1849
- Oedipoda germanica (Latreille, 1804) - Œdipode à ailes rouges
- Oedipoda himalayana Uvarov, 1925
- Oedipoda infumata Bey-Bienko, 1949
- Oedipoda jaxartensis Uvarov, 1912
- Oedipoda kurda Descamps, 1967
- Oedipoda ledereri Saussure, 1888
- Oedipoda liturata Le Guillou, 1841
- Oedipoda maculata Le Guillou, 1841
- Oedipoda miniata (Pallas, 1771)
- Oedipoda muchei Harz, 1978
- Oedipoda neelumensis Mahmood & Yousuf, 1999
- Oedipoda pernix Steinmann, 1965
- Oedipoda schochii Brunner von Wattenwyl, 1884
- Oedipoda tincta Walker, 1870
- Oedipoda turkestanica Steinmann, 1965
- Oedipoda venusta Fieber, 1853
- †Oedipoda germari Heer, 1865
- †Oedipoda haidingeri Heer, 1865
- †Oedipoda longipennis Poncrácz, 1928
- †Oedipoda nigrofasciolata Heer, 1849
- †Oedipoda oeningensis Heer, 1849
- †Oedipoda pulchra Poncrácz, 1928

## Classification
Ce genre a été décrit par l'entomologiste français Pierre-André Latreille en 1829.
Son espèce-type est Oedipoda caerulescens.
Les genres Eusternum et Ctypohippus ont été placés en synonymie avec Oedipoda par Kirby 1910.

## Publication originale
: document utilisé comme source pour la rédaction de cet article.
- Latreille, 1829 : Le règne animal distribué d'après son organisation pour servir de base à l'histoire naturelle des animaux et d'introduction à l'anatomie comparée (texte intégral).